# امارت سوران
امارت سوران 

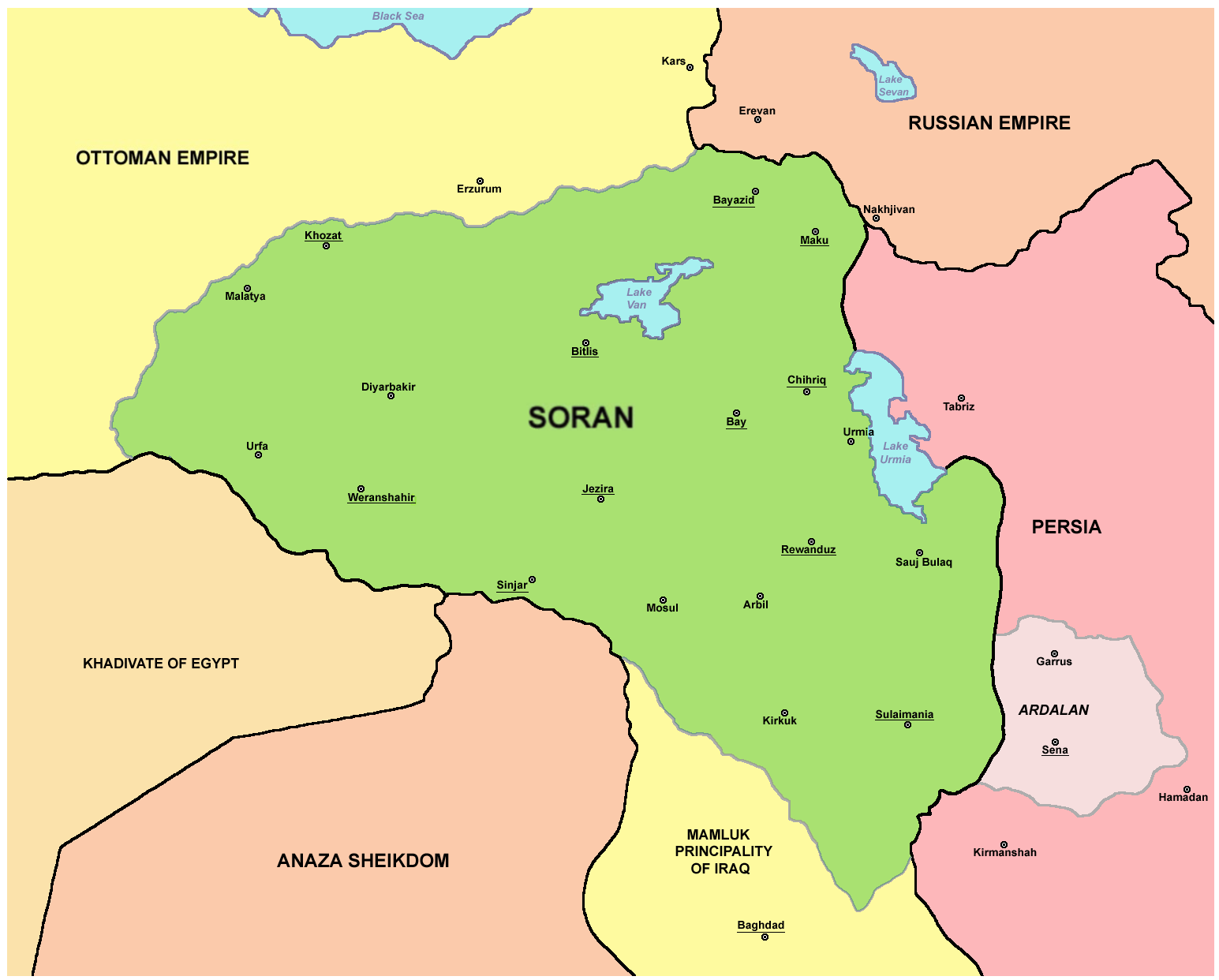
حدود امارت سوران ۱۸۳۵.

یکی از امارت‌های کُرد است که در کردستان عراق فعلی قرار داشته‌است. این امارت که در سال ۱۳۹۹ میلادی تأسیس شده بود، تا پیش از احیای مجددش در اوایل سده ۱۹ میلادی، رو به افول رفته بود. تحت حکومت میر محمد، پاشای رواندوز یا سوران (که به دلیل مشکلاتی که برای چشمش به وجود آمده بود «میر کور» نامیده می‌شد) تا پس از ۱۸۱۴ بیشتر کردستان عراق را فتح کرد. این امارت تنها تا سال ۱۸۳۴ که عثمانی‌ها نابودش کردند به حیات خود ادامه داد. این رویداد با همکاری امپراطوری عثمانی، بریتانیای کبیر، ایران و روسیه اتفاق افتاد. سرانجام میر محمد به استانبول دعوت شد و بسیار مورد احترام قرار گرفت؛ اما هنگام برگشت در راه کردستان، به طرز مرموزی ناپدید شد. رسول برادر میر محمد، حاکم رواندوز بود تا اینکه والی یا حاکم عثمانی بغداد او را در سال ۱۸۴۷ اخراج کرد.